# Oyonnair
Oyonnair ist eine Fluggesellschaft, die sich auf medizinische Transporte und Frachttransporte spezialisiert hat. Oyonnair mit Sitz in Flughafen Lyon-Bron wurde 1989 von Michel Maradan gegründet, der sich seit über 20 Jahren auf die Geschäftsluftfahrt spezialisiert hat.

## Geschichte
Maradan, der sein Büro in der Stadt Oyonnax einrichten wollte, nannte seine Firma ganz selbstverständlich Oyonnair. Der Stadtflugplatz verfügte jedoch nicht über eine Ausrüstung für IFR-Flüge (Instrumentenflug, der sich von VFR unterscheidet: Sichtflug). Er ließ sich daher in der nahe gelegenen Stadt Bourg-en-Bresse nieder. Letzterer hatte die Zusage des Flugplatzes Bourg, der ihn aufforderte, sich schnell für die Durchführung von IFR-Flügen auszurüsten. Einige Jahre später, 1993, beschloss der Präsident von Oyonnair jedoch, sich in Lyon-Bron niederzulassen.
Das erste Flugzeug der Oyonnair war eine zweimotorige Piper PA 30 Twin Comanche mit 5 Passagier-Sitzplätzen. Im Jahre 1990 erwarb Maradan vom Flugzeughersteller Beechcraft eine Turboprop: eine Beechcraft King Air C90, die bis zu 7 Passagiere befördern kann und eine größere Reichweite hat als das erste Flugzeug seiner Flotte.
Heute operiert die französische Fluggesellschaft in ganz Frankreich sowie im Ausland. Sie hat sich in den Sommermonaten in Flughafenstädten wie Lyon (Hauptsitz), aber auch Paris Le-Bourget, Rennes und Marseille etabliert.
Im Juli 2022 bestellte Oyonnair eine weitere Piaggio P.180 Avanti Evo für medizinische Transporte auf der  Farnborough International Airshow.

## Flotte

### Aktuelle Flotte
Die Flotte besteht mit Stand Januar 2023 aus acht Flugzeugen:
| Flugzeugtyp                    | aktiv | bestellt | Anmerkungen | Sitzplätze      |
| ------------------------------ | ----- | -------- | ----------- | --------------- |
| P-180A (Avanti II)             | 2     |          |             | 7 oder Ambulanz |
| P-180 (Avanti)                 | 4     |          |             | 7               |
| Cessna Citation Mustang CE-510 | 2     |          |             | 4               |
| Gesamt                         | 8     |          |             |                 |

### Ehemalige Flugzeugtypen
- Beechcraft 1900D
- Beechcraft Super King Air
- Cessna 525 CitationJet